# Дідик Андрій Миколайович
Андрі́й Микола́йович Ді́дик (нар. 14 грудня 1976, місто Золочів, Львівська область) — український науковець, підприємець, аудитор та економіст. Доктор економічних наук.

## Освіта
- 1994—1999 — Національний університет «Львівська політехніка», спеціальність «Менеджмент зовнішньоекономічної діяльності», диплом магістра з відзнакою, кваліфікація менеджера-економіста
- 1999—2002, 2004—2008 — Національний університет «Львівська політехніка», аспірантура з відривом від виробництва
- 2010—2011 — Львівський національний аграрний університет, спеціальність «Геодезія, картографія та землевпорядкування», диплом спеціаліста, кваліфікація інженера-землевпорядника
- 2014—2016 — Національний університет «Львівська політехніка», здобувач наукового ступеня доктора економічних наук

## Наукові ступені
- 2009 — кандидат економічних наук за спеціальністю «Економіка та управління підприємствами»
- 2016 — доктор економічних наук за спеціальністю «Економіка та управління підприємствами»

## Основні етапи професійної діяльності
- 1999—2004 — освітня та наукова діяльність у Національному університеті «Львівська політехніка»
- 2004—2008 — робота у комерційних структурах
- 2009 — перший заступник начальника Головного управління Держкомзему у Рівненській області
- 2009—2011 — начальник Головного управління Держкомзему у Львівській області
- 2011—2012 — директор Департаменту державної реєстрації речових прав на нерухоме майно Державної реєстраційної служби України
- 2013—2014 — заступник директора аудиторської компанії «Ві Ай Пі Аудит»
- 2014—2016 — перший заступник начальника Головного управління ДФС у Львівській області
- із 2018 — член Рахункової палати України[1]

## Різне
- Сертифікований аудитор із 2005 р.
- Академік Академії економічних наук України

## Наукові здобутки
Автор понад 100 наукових праць, серед них 11 монографій, понад 40 статей у наукових фахових виданнях України та виданнях, що включені до міжнародних наукометричних баз даних, понад 35 тез доповідей на всеукраїнських і міжнародних науково-практичних конференціях, а також 5 навчальних посібників.

## Основні наукові праці

### Монографії
1. Управління виробничими запасами на підприємствах: концептуальні, методологічні та прикладні засади: [монографія]/ О.Є. Кузьмін, О.Г. Мельник, Л.М. Ганас, А.М. Дідик, В.І. Лемішовський. – Львів: Видавництво «Апріорі», 2017. – 144 с.
2. Дідик А. М. Полівекторний розвиток підприємств: соціально-економічні та регулятивні аспекти: [монографія] / А. М. Дідик. — Львів: Галицька видавнича спілка, 2016. — 344 с.
3. Financial and Economic Security and Accounting and Analytical Support in Business: [monograph] / L. Kindratska, K. Pavlov, L. Shpak, O. Yatsenko [et. al]; edited by V. Yatsenko. — East West Association for Advanced Studies and Higher Education GmbH. — Vienna, 2016. — 358 p. / Дідик А. М. Підрозділ 1.7. Особливості застосування соціально-економічних важелів для забезпечення полівекторного розвитку підприємств в Україні. — С. 69-79.
4. Управління інноваційною, інвестиційною та економічною діяльністю інтегрованих об'єднань та підприємств: [монографія] / За заг. ред. Л. М. Савчук. — Дніпропетровськ: Пороги, 2016. — 520 с. / Дідик А. М. Підрозділ 3.2. Стан застосування інвестиційних важелів для забезпечення полівекторного розвитку підприємств в Україні. — C. 169—177.
5. Інтеграція економічних та інформаційних процесів: сучасний стан і перспективи розвитку: [монографія] / За заг. ред. Л. М. Савчук. — Дніпропетровськ: Герда, 2015. — 500 с. / Дідик А. М. Підрозділ 5.2. Економіко-математичне моделювання полівекторного розвитку підприємств. — C. 427—434.
6. Wybrane zagadnienia współczesnej rachunkowości w Polsce i na Ukrainie: [monografia] / Pod. red. H. Roneka i A. Zahorodnego. — Lublin: Wydawnictwo Uniwersytetu Marii Curie-Skłodowskiej, 2015. — 326 s. / Кузьмін О., Мельник О., Дідик А. Особливості полівекторного розвитку підприємств. — С. 93-102.
7. Системи прийняття рішень в економіці, техніці та організаційних сферах: від теорії до практики: [колективна монографія] / за заг. ред. Л. М. Савчук. — Павлоград: АРТ Синтез-Т, 2014. — [Т. 2]. — 429 с. / Кузьмін О. Є., Дідик А. М., Мельник О. Г. Підрозділ 9.1. Діагностика діяльності підприємства як передумова забезпечення його полівекторного розвитку. — С. 299—307.
8. Діагностика та розвиток інноваційної складової технологічних процесів: економічні важелі та полівекторний аспект: [монографія] / О. Є. Кузьмін, А. М. Дідик, О. Г. Мельник, В. Й. Жежуха. — Львів: Галицька видавнича спілка, 2014. — 278 с.
9. Проблеми та теоретико-методичні засади управління витратами на машинобудівних підприємствах: [монографія] / О. Є. Кузьмін, А. М. Дідик, У. І. Когут, О. Г. Мельник; за заг. ред. д.е.н., проф. О. Є. Кузьміна. — Львів: «Тріада плюс», 2009. — 325 с. / Дідик А. М. Розділ VII. Фінансове забезпечення витрат машинобудівних підприємств. — С. 268—305.
10. Малая энергетика в системе обеспечения экономической безопасности государства: [монографія] / Под общ. ред. Г. К. Вороновского, И. В. Недина. — К.: Знания Украины, 2006. — 364 с. / Кузьмин О.Е, Мельник О. Г., Дидык А. М., Мукан О. В. Глава 3. Экономические возможности инновационного развития систем малой энергетики, 3.1.1. Формирование расходов на предприятиях муниципальной энергетики. — С. 171—182.
11. Система корпоративного управління: формування та оцінювання на засадах економічних індикаторів (на прикладі машинобудування) За заг. ред. д.е.н., проф. Кузьміна О. Є. [Кузьмін О. Є., Дідик А. М., Мельник О. Г., Мукан О.В]. — Львів: «Тріада плюс», 2008. — 369 с. / Дідик А. М. Розділ ІІІ. Управління витратами у машинобудівних корпораціях. — С. 113—165.

### Наукові статті
1. Дідик А., Лазарєв А. Cвітові тренди у автомобілебудівній галузі: уроки для розвитку автомобілебудування України в умовах економічної глобалізації. Вісник Хмельницького національного університету. Економічні науки. 2023. №6. С. 44-56.  http://journals.khnu.km.ua/vestnik/?p=20525
2. Didyk A., Pogorelov Y. Driving forces of developing Ukrainian economy after the war and conditions of their effectiveness. Legal Economic Science and Praxis. 2022. No 4.  P. 32-41. URL: https://lesp.hu/driving-forces-of-developing-ukrainian-economy-after-the-war-and-conditions-of-their-effectiveness/
3. Didyk A., Pogorelov Yu. Explanatory basis of a national economy development. Economy of industry. 2022. No3 (99). P. 92-107. http://doi.org/10.15407/econindustry2022.03.092
4. Дідик А.М. Показники оцінювання продуктивності та економності використання бюджетних коштів закладами вищої освіти / А.М. Дідик, Ю.С. Погорелов // Вісник Київського національного університету імені Тараса Шевченка. Серія економіка. — 2019. — № 1(202). — С.20-28.
5. Didyk A. Generalized Fokker–Planck equation for the distribution function of liquidity accumulation / A. Didyk, B. Hnativ, M. Tokarchuk // Mathematical Modeling and Computing. – 2019. – Vol. 6. – Is. 1. – P. 37-43. https://doi.org/10.23939/mmc2019.01.037
6. Дідик А.М. Співпраця закладу вищої освіти із бізнесом: принципові засади організовування / А.М. Дідик, Ю.С. Погорелов // Вісник Національного університету «Львівська політехніка». Серія «Менеджмент та підприємництво в Україні: етапи становлення і проблеми розвитку». — 2018. — №899. — С. 75-84.
7. Didyk A. Modeling of innovative development of administration of outsourcing activities of IT-market enterprises / M. Bublyk, A. Didyk // Economics, Entrepreneurship, Management. — 2018. — Vol. 5, No 2. — P. 11-18.
8. Дідик А. М. Суб'єктно-ієрархічний підхід до формування соціально-економічних важелів впливу на розвиток підприємства / А. М. Дідик // Причорноморські економічні студії. — 2016. — Вип. 4. — С. 58-62.
9. Дідик А. М. Мотиваційні ключові показники ефективності HR-підрозділу в системі забезпечення полівекторного розвитку підприємств / О. М. Бодарецька, А. М. Дідик // Вісник ОНУ імені І. І. Мечникова. — 2016. — Т. 21. — Вип. 7-1 (49). — С. 66-70.
10. Дідик А. М. Модель покращення соціально-психологічного мікроклімату в колективі / А. М. Дідик // Економіка. Фінанси. Право. — 2016. — № 8/3. — С. 13-18.
11. Дідик А. М. Форми впливу соціально-економічних важелів на забезпечення полівекторного розвитку підприємств / А. М. Дідик // Науковий вісник Херсонського державного університету. Серія "Економічні науки. — 2016. — Випуск 18. — Частина 1. — С. 104—107.
12. Дідик А. М. Етимологія та типологія розвитку підприємств / О. Є. Кузьмін, А. М. Дідик // Вісник Одеського національного університету імені І. І. Мечникова. Економіка. — 2016. — Т. 21. — Вип. 5 (47). — С. 86-92.
13. Дідик А. М. Сутнісні ознаки та цілі використання соціально-економічних важелів у системі забезпечення полівекторного розвитку підприємств / А. М. Дідик, Н. М. Сиротинська // Наукові записки Львівського університету бізнесу та права. Серія економічна. — 2016. — Випуск 14. — С. 82-88.
14. Дідик А. М. Технології мотивування персоналу вітчизняних машинобудівних підприємств у системі забезпечення їхнього полівекторного розвитку / А. М. Дідик, О. М. Бодарецька // Економіка. Фінанси. Право. — 2016. — № 8/1. — С. 14-22.
15. Дідик А. М. Особливості оцінювання податкової конкурентоспроможності підприємства з використанням методу аналізування ієрархій / А. М. Дідик // Проблеми економіки. — 2016. — № 1. — С. 274—281.
16. Дідик А. М. Оцінювання пріоритетності інвестування в технологічні процеси з урахуванням параметра конкурентної адаптивності технологій / А. М. Дідик // Бізнес Інформ. — 2016. — № 3. — С. 79-85.
17. Дідик А. М. Конкурентна адаптивність як параметр оцінювання пріоритетності інвестування в технологічні процеси у системі забезпечення полівекторного розвитку підприємств / А. М. Дідик // Економічний аналіз: зб. наук. праць / Тернопільський національний економічний університет; редкол.: В. А. Дерій та ін. — Тернопіль: Видавничо-поліграфічний центр Тернопільського національного економічного університету «Економічна думка», 2016. — Том 23. — № 1. — С. 161—166.
18. Дідик А. М. Податкова конкурентоспроможність підприємств у системі забезпечення їхнього полікритеріального розвитку / А. М. Дідик // Науковий вісник Мукачівського державного університету. Серія «Економіка». — 2016. — № 1 (5). — С. 268—273.
19. Дідик А. М. Параметри оцінювання податкової конкурентоспроможності підприємств у контексті забезпечення їхнього полікритеріального розвитку / А. М. Дідик // Науковий вісник Ужгородського університету. Серія «Економіка». — 2016. — Випуск 1 (47). — Том 1. — С. 198—202.
20. Дідик А. М. Інвестиційні та компетентнісні важелі забезпечення полівекторного розвитку підприємств: досвід економічно розвинутих країн / А. М. Дідик // Економіка. Фінанси. Право. — 2016. — № 5/3. — С. 29-33.
21. Дідик А. М. Модель забезпечення інноваційної динаміки підприємств / А. М. Дідик // Економічний простір: збірник наукових праць. — 2016. — № 107. — С. 179—188.
22. Дідик А. М. Інноваційна динаміка як елемент системи полівекторного розвитку підприємств / А. М. Дідик // Економіка. Фінанси. Право. — 2016. — № 5. — С. 4-6.
23. Дідик А. М. Інноваційні важелі забезпечення полівекторного розвитку підприємств: досвід економічно розвинутих країн / А. М. Дідик // Бізнес Інформ. — 2016. — № 4. — С. 59-63.
24. Дідик А. М. Податкові, кредитні та інтелектуальні важелі забезпечення полівекторного розвитку підприємств: досвід економічно розвинутих країн / А. М. Дідик // Проблеми і перспективи розвитку підприємництва: зб. наук. праць. — 2016. — № 2 (13). — Том 2. — С. 45-49.
25. Дідик А. М. Аналізування податкових альтернатив підприємств у контексті забезпечення полівекторного розвитку / А. М. Дідик // Технологічний аудит та резерви виробництва. — 2016. — № 1/3 (27). — С. 14-18.
26. Дідик А. М. Стан застосування соціально-економічних важелів для забезпечення полівекторного розвитку промислових підприємств в Україні / О. Є. Кузьмін, А. М. Дідик // Проблеми економіки. — 2016. — № 2. — С. 102—109.
27. Дідик А. М. Інформаційно-аналітичне забезпечення управлінського супроводу інноваційних технологій мотивування персоналу в системі забезпечення полівекторного розвитку підприємств / О. М. Бодарецька, А. М. Дідик // Бізнес Інформ. — 2016. — № 6. — С. 215—220.
28. Дідик А. М. Метод діагностики компетентностей персоналу в умовах полівекторного розвитку [Електронний ресурс] / А. М. Дідик // Економіка: реалії часу. — 2016. — № 1 (23). — С. 167—177. — Режим доступу: http://economics.opu.ua/files/archive/2016/No1/167.pdf [Архівовано 6 вересня 2017 у Wayback Machine.].
29. Дідик А. М. Важелі динамічної організаційної культури у системі полівекторного розвитку підприємств [Електронний ресурс] / А. М. Дідик // Економіка: реалії часу. — 2016. — № 2 (24). — С. 110—118. — Режим доступу: http://economics.opu.ua/files/archive/2016/No2/110.pdf [Архівовано 1 січня 2018 у Wayback Machine.].
30. Дідик А. М. Загальні принципи забезпечення полівекторного розвитку підприємств [Електронний ресурс] / О. Є. Кузьмін, А. М. Дідик // Економіка: реалії часу. — 2016. — № 3 (25). — С. 6-13. — Режим доступу: http://economics.opu.ua/ [Архівовано 24 вересня 2017 у Wayback Machine.] files/archive/2016/n3.html.
31. Дідик А. М. Інструментарій забезпечення полівекторного розвитку підприємств / О. Є. Кузьмін, А. М. Дідик // Технологічний аудит та резерви виробництва. — 2014. — № 6/2(20). — С. 21-24.
32. Дідик А. М. Ознаки та особливості полівекторного розвитку підприємств / О. Є. Кузьмін, А. М. Дідик // Вісник Національного університету «Львівська політехніка». Серія: «Менеджмент та підприємництво в Україні: етапи становлення і проблеми розвитку» . — 2015. — № 819. — С. 3-8.
33. Дідик А. М. Типологія видів моніторингу полівекторного розвитку підприємств / А. М. Дідик // Науковий вісник Одеського національного економічного університету. — 2015. — № 6 (226). — С. 101—110.
34. Дідик А. М. Принципи забезпечення полівекторного розвитку підприємств / А. М. Дідик // Вісник Національного університету «Львівська політехніка». Серія: «Менеджмент та підприємництво в Україні: етапи становлення і проблеми розвитку» . — 2015. — № 835. — С. 24-29.
35. Дідик А. М. Економічні важелі впливу на діяльність підприємств: етимологічний, семантичний та типологічний аспекти / А. М. Дідик // Вісник Національного університету «Львівська політехніка». Серія: «Менеджмент та підприємництво в Україні: етапи становлення і проблеми розвитку». — 2014. — № 797. — С. 440—446.
36. Дідик А. М. Шляхи покращання соціально-психологічного мікроклімату колективу в умовах полівекторного розвитку підприємства [Електронний ресурс] / О. Є. Кузьмін, А. М. Дідик // Ефективна економіка. — 2013. — № 10. — Режим доступу: http://www.economy.nayka.com.ua/?op=1&z=5133 [Архівовано 1 січня 2018 у Wayback Machine.].
37. Дідик А. М. Методичні положення з аналізування впливу соціально-економічних важелів на забезпечення полівекторного розвитку підприємств [Електронний ресурс] / О. Є. Кузьмін, А. М. Дідик // Ефективна економіка. — 2013. — № 12. — Режим доступу: http://www.economy.nayka.com.ua/?op=1&z=5134 [Архівовано 1 січня 2018 у Wayback Machine.].
38. Дідик А. М. Фінансовий механізм функціонування акціонерних товариств / О. Є. Кузьмін, О. Г. Мельник, А. М. Дідик // Проблемы развития внешнеэкономических связей и привлечения иностранных инвестиций: региональный аспект. — Сборник научных трудов. Донецк: Донецький національний університет, 2007. — С.1341-1352.
39. Дідик А. М. Класифікація витрат для цілей управлінського та бухгалтерського обліків / А. М. Дідик, Гнатів С. Б. // Вісник Національного університету «Львівська політехніка». Серія «Логістика». — 2007. — № 594. — С. 219—228.
40. Дідик А. М. Процесійний підхід до управління витратами у корпораціях / О. Є. Кузьмін, О. Г. Мельник, А. М. Дідик, О. В. Мукан // Економічний вісник Національного технічного університету України «Київський політехнічний інститут». Зб. наук. праць. — 2006. — № 3. — С. 314—321.
41. Дідик А. М. Класифікація витрат для цілей корпоративного управління / А. М. Дідик // Економіка: проблеми теорії та практики. Збірник наукових праць. — Випуск 212: [в 6 томах]. — Дніпропетровськ: ДНУ, 2006. — Т.2. — С. 450—460.
42. Дідик А. М. Форми фінансування витрат корпорації / А. М. Дідик // Вісник Національного університету «Львівська політехніка». Серія «Менеджмент та підприємництво в Україні: етапи становлення і проблеми розвитку». — 2006. — № 575. — С. 65-70.
43. Дідик А. М. Витрати у корпораціях: сутність та підходи до визнання / А. М. Дідик // Вісник Національного університету «Львівська політехніка». Серія «Логістика». — 2006. — № 552. — С. 29-35.
44. Дідик А. М. Витрати на забезпечення корпоративного управління / А. М. Дідик // Вісник Національного університету «Львівська політехніка». Серія «Менеджмент та підприємництво в Україні: етапи становлення і проблеми розвитку». — 2006. — № 567. — С. 46-50.
45. Дідик А. М. Процес планування поточних витрат у корпорації / А. М. Дідик // Науковий вісник: Збірник науково-технічних праць. — Львів: Національний лісотехнічний університет України. — 2006. — Вип. 16.3. — С. 134—141.
46. Дідик А. М. Корпоративне управління: сутність та принципи здійснення / А. М. Дідик, О. В. Мукан // Соціально-економічні дослідження в перехідний період. Моніторинг соціально-економічного розвитку регіону: методологічні підходи: збірник наукових праць. — 2005. — Випуск 3 (53) / НАН України. Інститут регіональних досліджень. Редкол.: відповідальний редактор академік НАН України М. І. Долішній. — Львів, 2005. — С. 452—464.
47. Дідик А. М. Трансформаційно-інтеграційні процеси в умовах України / Р. В. Фещур, А. М. Дідик, О. М. Дудкін // Вісник Тернопільської академії народного господарства. Науковий журнал Тернопільської академії народного господарства. — Випуск 13. — Тернопіль: Економічна думка, 2004. — С. 53-59.
48. Дідик А. М. Специфіка розвитку акціонерних товариств західного регіону / Р. В. Фещур, А. М. Дідик // Вісник Національного університету «Львівська політехніка». Серія «Менеджмент та підприємництво в Україні: етапи становлення і проблеми розвитку». — 2003. — № 494. — С. 239—245.
49. Дідик А. М. Організаційні основи управління компанією / А. М. Дідик // Вісник Національного університету «Львівська політехніка». Серія «Менеджмент та підприємництво в Україні: етапи становлення і проблеми розвитку». — 2000. — № 384. — С. 98-103.
50. Дідик А. М. Особливості формування вищого рівня корпоративного управління / О. Є. Кузьмін, А. М. Дідик // Вісник Національного університету «Львівська політехніка». Серія «Менеджмент та підприємництво в Україні: етапи становлення і проблеми розвитку». — 2000. — № 405 — С. 151—157.

### Публікації у виданнях іноземних держав
1. Didyk A. Financial aspects of improvement of socio-economic levers of providing of industrial enterprises multivector development in Ukraine / A. Didyk // Economics, management, law: challenges and prospects: Collection of scientific articles. — Discovery Publishing House Pvt. Ltd., New Delhi, India, 2016. — P. 62-66.
2. Didyk A. Using of hierarchy analysis method for solving the problem of assessing the tax competitiveness of the enterprise / A. Didyk // Economics, management, law: problems of establishing and transformation: Collection of scientific articles. — Al Ghurair Printing and Publishing LLC, Dubai, UAE, 2016. — P. 245—248.
3. Didyk A. Evaluation of commercial prospects for innovative product machine building enterprises / O. Melnyk, N. Syrotynska, A. Didyk // Econtechmod. An International Quarterly Journal on Economics in Technology, New Technologies and Modelling Processes. — Lublin-Rzeszow, 2016. — Vol. 5, No 1. — P. 51-55.

### Навчальні посібники та підручники
1. Економічна безпека підприємства: [підручн.] / А.М. Дідик, О.Є. Кузьмін, В.Л. Ортинський, Г.В. Козаченко, Ю.С. Погорєлов, О.В. Ілляшенко та ін.; за ред. А.М. Дідика. — Львів: НУ "Львівська політехніка", ТзОВ "Видавнича група "Бухгалтери України", 2019. — 624 с.
2. Бухгалтерський облік та оподаткування: [навч. посібн.] / За ред. Р. Л. Хом'яка, В. І. Лемішовського. — Львів: Бухгалтерський центр «Ажур», 2010. — 1220 с.
3. Бюджетні установи: бухгалтерський облік, національні стандарти, оподаткування та звітність: [навч. посібн.] / За ред. В. І. Лемішовського. — Львів: Видавництво «Растр-7», 2016. — 1024 с.
4. Бюджетні установи: облік, оподаткування та звітність: [навч. посібн.] / А. М. Дідик, В. І. Лемішовський. — Львів: Видавництво «Апріорі», 2017. — 1168 с.
5. Соціально-економічна діагностика в умовах європейського співробітництва: [навч. посібн.] / О.Є. Кузьмін, О.Г. Мельник, Н.Я. Петришин, М.Є. Адамів, А.М. Дідик, В.І. Лемішовський. — Львів: Видавництво ТзОВ "Аудиторська група "Західна аудиторська група", 2018. — 224 с.
6. Бюджетні установи: облік та оподаткування, кадри та зарплата, звітність: [навч. посібн.] / А.М. Дідик, В.І. Лемішовський. - Львів: ТзОВ "АФ "Західна аудиторська група", 2018. - 1200 с.